# Swati
| 0–20% 20–40% 40–60% |  | 60–80% 80–100% |  |

Distribució geogràfica del Swazi a Sud-àfrica: Proporció de població que parla el Swazi a casa.

El swati o swazi és una llengua Bantu del grup Nguni parlat a Swazilàndia i Sud-àfrica per l'ètnia Swazi.

## Extensió geogràfica i estatus
El Swati és oficial a Swazilàndia, al costat de l'anglès, on és parlat com a primera llengua per 980.000 persones (2006), i és una de les onze llengües oficials a Sud-àfrica, on 1.300.000 parlants el tenen com a llengua materna, i fins a 2.400.000 parlants el coneixen i el poden usar com a segona llengua. A més, hi ha 43.000 parlants de swazi a Lesotho i 1.200 a Moçambic, països on no és reconegut.
A Lesotho el Swati és conegut com a Phuthi o Sephuthi. A Moçambic, on se l'anomena Swati, Siswati, Siswazi, Swazi, Tekela o Tekeza, és parlat a la província de Maputo, a l'oest de la capital. A Sud-àfrica, on es coneix amb els noms de Siswati, Siswazi, Swazi, Tekela, Tekeza, Thithiza o Yeyeza, es parla a les províncies de KwaZulu-Natal i Mpumalanga.
El swati és una llengua propera o semblant a les altres llengües Nguni Tekela, com el Phuthi i el Ndebele del Transvaal del nord, però és també molt propera a les llengües Nguni Zunda, com el Zulu, el Ndebele del sud, el Ndebele del nord i el Xhosa.

## Dialectes
El Swati que es parla a Swazilàndia (eSwatini) es pot dividir en quatre dialectes, corresponents a les quatre províncies administratives del país: Hhohho, Lubombo, Manzini, i Shiselweni.
El Swati té una varietat estàndard, prestigiada, parlada principalment al nord, centre i sud-oest del país, mentre que a la resta del territori es parla una altra varietat menys prestigiada.
A l'extrem sud, sobretot a ciutats com Nhlangano i Hlatikhulu, es parla una varietat amb molta influència del Zulu. Molts parlants no la consideren pròpiament una varietat del Swati sinó que s'hi refereixen com el segon dialecte del país.
Els swatiparlants de Swazilàndia veuen la parla dels nombrosos swatiparlants de Sud-àfrica (principalment a la província de Mpumalanga i a Soweto) com una forma no estàndard de la llengua.
A diferència de la varietat del sud de Swazilàndia, la varietat de Mpumalanga sembla menys influïda pel Zulu i, per tant, es considera més propera al swati estàndard. No obstant això, aquesta varietat de Mpumalanga té uns patrons d'entonació, i de  to diferents. L'entonació i l'accentuació del swati de Mpumalanga sonen estranys a l'orella d'un Swazilandès. Aquesta varietat sud-africana del swati rep la influència d'altres llengües sud-africanes properes al swati.
Una característica de la varietat estàndard prestigiada (parlada al nord i al centre de Swazilàndia) és l'estil d'elocució reial, lenta i molt emfàtica, que pretesament sona "mel·líflua" a les orelles de qui la sent.

## Algunes paraules o frases comunes
| Català                            | Swati                                                |
| --------------------------------- | ---------------------------------------------------- |
| Benvingut                         | Sondzela                                             |
| Gràcies                           | Siyabonga                                            |
| Bon dia / Hola                    | Sawubona                                             |
| Adéu                              | Sala kahle / Hamba kahle                             |
| Prohibit fumar                    | Akubhenywa                                           |
| No funciona / (Fora de servei)    | Akungenwa                                            |
| Compte amb l'esglaó               | Caphela sitebhisi                                    |
| Compte!                           | Caphela!                                             |
| Feliç aniversari / Per molts anys | Lusuku lwekutalwa loluhle                            |
| Bones Festes                      | Tilokotfo letinhle kulesikhatsi semnyaka             |
| Bon Nadal                         | Khisimusi lomuhle                                    |
| Bon Nadal i Feliç Any Nou         | Khisimusi lomuhle kanye neMnyaka lomusha lonenjabulo |

### Software
- Projecte per traduir software lliure en Swazi Arxivat 2007-01-14 a Wayback Machine.
- Educció Swazi d'OpenOffice.org Arxivat 2007-03-24 a Wayback Machine.
- Corrector ortogràfic swazi per OpenOffice.org i Mozilla (basic) Arxivat 2007-01-14 a Wayback Machine.